# Tous les rêves du monde
Tous les rêves du monde es el nombre de una película dramática francesa dirigida por Laurence Ferreira Barbosa. Estuvo protagonizada por Paméla Constantino Ramos quien obtuvo el Premio a Mejor actriz en los Premios CinEuphoria y nominada como Revelación femenina en los Premios Lumières.

## Sinopsis
Pamela es una joven portuguesa de segunda generación nacida en Francia. Enredada en sus propias contradicciones, sus fracasos y el amor absoluto por su familia, se siente perdida y parece incapaz de imaginar como vivir su vida... Además, lo único que le gusta hacer es tocar el piano y el patinaje sobre hielo. Encontrará su propio camino entre Francia y Portugal.

## Reparto
- Paméla Constantino Ramos - Paméla
- Rosa da Costa - Linda
- Antonio Torres Lima - António
- Mélanie Pereira	- Raquel
- Lola Vieira - Claudia
- Alexandre Prince - Kevin
- David Murgia - Jérémie